# Àqil (nom)
Àqil (àrab: عاقل, ʿĀqil) és un nom masculí àrab que literalment significa ‘racional’, ‘intel·ligent’, ‘assenyat’. Si bé Àqil és la transcripció normativa en català del nom en àrab clàssic, també se'l pot trobar transcrit 'Aqil. Aquest nom també el duen musulmans no arabòfons que l'han adaptat a les característiques fòniques i gràfiques de la seva llengua: àzeri: Aqil.
La forma femenina d'aquest nom és Àqila.
Vegeu aquí personatges i llocs que duen aquest nom.